# 배길수
배길수(裵吉洙, 1972년 3월 4일~)는 조선민주주의인민공화국의 체조 선수로 1992년 하계 올림픽 남자 안마에서 금메달을 획득했다.
평양시 동대원구역 출신으로 평양신리소학교를 졸업했다.

## 수상
수훈
- 로력영웅(2000년)
- 인민체육인(1992년 11월)